# Quatrième circonscription des Vosges
La quatrième circonscription des Vosges est l'une des quatre circonscriptions électorales que compte le département des Vosges (88) situé en région Grand Est.

## Description géographique et démographique

### De 1958 à 1986
La quatrième circonscription des Vosges  était composée de :
- Canton de Bains-les-Bains
- Canton de Bulgnéville
- Canton de Châtenois
- Canton de Coussey
- Canton de Darney
- Canton de Dompaire
- Canton de Lamarche
- Canton de Mirecourt
- Canton de Monthureux-sur-Saône
- Canton de Neufchâteau
- Canton de Vittel
- Canton de Xertigny.

Source : Journal Officiel du 14-15 Octobre 1958.

### De 1988 à 2010
La quatrième circonscription des Vosges est délimitée par le découpage électoral de la loi no 86-1197 du 24 novembre 1986
, elle regroupe les divisions administratives suivantes : 
- Canton de Bains-les-Bains
- Canton de Bulgnéville
- Canton de Charmes
- Canton de Châtenois
- Canton de Coussey
- Canton de Darney
- Canton de Dompaire
- Canton de Lamarche
- Canton de Mirecourt
- Canton de Monthureux-sur-Saône
- Canton de Neufchâteau
- Canton de Vittel.

D'après le recensement général de la population en 1999, réalisé par l'Institut national de la statistique et des études économiques (INSEE), la population totale de cette circonscription est estimée à 90 606 habitants,.
| 1962                                                             | 1968   | 1975    | 1982   | 1990   | 1999   | 2006   |
| ---------------------------------------------------------------- | ------ | ------- | ------ | ------ | ------ | ------ |
| 92 030                                                           | 99 073 | 100 190 | 98 854 | 94 255 | 90 606 | 89 197 |
| Nombre retenu à partir de 1962 : Population sans doubles comptes |        |         |        |        |        |        |

## Historique des députations
| Législature | Début de mandat | Fin de mandat  | Député                       | Parti politique | Observations |
| ----------- | --------------- | -------------- | ---------------------------- | --------------- | --- |
| Ire         | 9 décembre 1958 | 9 octobre 1962 | Albert Voilquin              | MRP / PLE       | Mandat écourté à la suite d'une dissolution parlementaire décidée par Charles de Gaulle.                                                                       |
| IIe         | 6 décembre 1962 | 2 avril 1967   | Albert Voilquin              | RI              | |
| IIIe        | 3 avril 1967    | 30 mai 1968    | Albert Voilquin              | RI              | Mandat écourté à la suite d'une dissolution parlementaire décidée par Charles de Gaulle.                                                                       |
| IVe         | 11 juillet 1968 | 1er avril 1973 | Albert Voilquin              | RI              | |
| Ve          | 2 avril 1973    | 2 avril 1978   | Albert Voilquin              | RI              | |
| VIe         | 3 avril 1978    | 22 mai 1981    | Hubert Voilquin              | UDF             | Mandat écourté à la suite d'une dissolution parlementaire décidée par François Mitterrand.                                                                     |
| VIIe        | 2 juillet 1981  | 1er avril 1986 | Serge Beltrame               | SOC             | |
| VIIIe       | 2 avril 1986    | 14 mai 1988    | Scrutin à la proportionnelle |                 | Proportionnelle par département, pas de député par circonscription. Mandat écourté à la suite d'une dissolution parlementaire décidée par François Mitterrand. |
| IXe         | 23 juin 1988    | 1er avril 1993 | Serge Beltrame               | SOC             | |
| Xe          | 2 avril 1993    | 21 avril 1997  | Jean-Pierre Thomas,          | UDF,            | Mandat écourté à la suite d'une dissolution parlementaire décidée par Jacques Chirac.                                                                          |
| XIe         | 12 juin 1997    | 18 juin 2002   | Christian Franqueville,      | Divers gauche,  | |
| XIIe        | 19 juin 2002    | 19 juin 2007   | Jean-Jacques Gaultier,       | UMP,            | |
| XIIIe       | 20 juin 2007    | 19 juin 2012   | Jean-Jacques Gaultier        | UMP             | |
| XIVe        | 20 juin 2012    | 20 juin 2017   | Christian Franqueville       | PS              | |
| XVe         | 21 juin 2017    | 21 juin 2022   | Jean-Jacques Gaultier        | LR              | |
| XVIe        | 22 juin 2022    | 9 juin 2024    | Jean-Jacques Gaultier        | LR              | Mandat écourté à la suite d'une dissolution parlementaire décidée par Emmanuel Macron.                                                                         |
| XVIIe       | 8 juillet 2024  | En cours       | Sébastien Humbert            | RN              | |

## Historique des élections

### Élections de 1958
| Candidat       | Candidat            | Parti          | Premier tour | Premier tour | Second tour | Second tour |  |
| Candidat       | Candidat            | Parti          | Voix         | %            | Voix        | %           |  |
| -------------- | ------------------- | -------------- | ------------ | ------------ | ----------- | ----------- |  |
|                | Jean-Francois Dupré | UNR            | 19 514       | 45,88        | 18 634      | 42,12       |  |
|                | Albert Voilquin élu | MRP            | 15 546       | 36,55        | 21 798      | 49,27       |  |
|                | Albert Varney       | PCF            | 3 838        | 9,02         | 3 812       | 8,62        |  |
|                | Léopold Mathieu     | SFIO           | 3 637        | 8,55         | Retrait     | Retrait     |  |
|                |                     |                |              |              |             |             |  |
| Inscrits       | Inscrits            | Inscrits       | 56 728       | 100,00       | 57 005      | 100,00      |  |
| Abstentions    | Abstentions         | Abstentions    | 12 605       | 22,22        | 11 789      | 20,68       |  |
| Votants        | Votants             | Votants        | 44 123       | 77,78        | 45 216      | 79,32       |  |
| Blancs et nuls | Blancs et nuls      | Blancs et nuls | 1 588        | 3,6          | 972         | 2,15        |  |
| Exprimés       | Exprimés            | Exprimés       | 42 535       | 96,4         | 44 244      | 97,85       |  |

Le suppléant d'Albert Voilquin était René Turquet, exploitant forestier, conseiller général du canton de Bulgnéville, maire de Saint-Ouen-les-Parey.

### Élections de 1962
|                | Albert Voilquin sortant réélu | RI             | 29 108 | 76,74  |  |  |  |
|                | Jean-Robert Gérardin          | PCF            | 5 191  | 13,68  |  |  |  |
|                | Gilbert Pierson               | SFIO           | 3 634  | 9,58   |  |  |  |
|                |                               |                |        |        |  |  |  |
| Inscrits       | Inscrits                      | Inscrits       | 56 605 | 100,00 |  |  |  |
| Abstentions    | Abstentions                   | Abstentions    | 16 403 | 28,98  |  |  |  |
| Votants        | Votants                       | Votants        | 40 202 | 71,02  |  |  |  |
| Blancs et nuls | Blancs et nuls                | Blancs et nuls | 2 269  | 5,64   |  |  |  |
| Exprimés       | Exprimés                      | Exprimés       | 37 933 | 94,36  |  |  |  |

Le suppléant d'Albert Voilquin était Paul Didier, exploitant forestier, conseiller général du canton de Bains-les-Bains, maire de La Haye.

### Élections de 1967
|                | Albert Voilquin sortant réélu | RI             | 26 500 | 60,78  |  |  |  |
|                | Pierre Coanet                 | CD (PDM)       | 6 430  | 14,75  |  |  |  |
|                | Gilbert Pierson               | FGDS (SFIO)    | 5 461  | 12,53  |  |  |  |
|                | Gilbert Cousot                | PCF            | 5 206  | 11,94  |  |  |  |
|                |                               |                |        |        |  |  |  |
| Inscrits       | Inscrits                      | Inscrits       | 53 687 | 100,00 |  |  |  |
| Abstentions    | Abstentions                   | Abstentions    | 8 580  | 15,98  |  |  |  |
| Votants        | Votants                       | Votants        | 45 107 | 84,02  |  |  |  |
| Blancs et nuls | Blancs et nuls                | Blancs et nuls | 1 510  | 3,35   |  |  |  |
| Exprimés       | Exprimés                      | Exprimés       | 43 597 | 96,65  |  |  |  |

Le suppléant d'Albert Voilquin était Paul Didier.

### Élections de 1968
|                | Albert Voilquin sortant réélu | RI (URP)       | 30 975 | 71,5   |  |  |  |
|                | Pierre Rothiot                | FGDS (SFIO)    | 8 192  | 18,91  |  |  |  |
|                | Gilbert Cousot                | PCF            | 4 154  | 9,59   |  |  |  |
|                |                               |                |        |        |  |  |  |
| Inscrits       | Inscrits                      | Inscrits       | 55 476 | 100,00 |  |  |  |
| Abstentions    | Abstentions                   | Abstentions    | 10 470 | 18,87  |  |  |  |
| Votants        | Votants                       | Votants        | 45 006 | 81,13  |  |  |  |
| Blancs et nuls | Blancs et nuls                | Blancs et nuls | 1 685  | 3,74   |  |  |  |
| Exprimés       | Exprimés                      | Exprimés       | 43 321 | 96,26  |  |  |  |

Le suppléant d'Albert Voilquin était Paul Didier.

### Élections de 1973
|                | Albert Voilquin sortant réélu | RI (URP)       | 24 995 | 54,47  |  |  |  |
|                | Serge Beltrame                | PS (UGSD)      | 8 893  | 19,38  |  |  |  |
|                | Marc Lœuillet                 | MR             | 7 164  | 15,61  |  |  |  |
|                | Hubert Louis                  | PCF            | 4 837  | 10,54  |  |  |  |
|                |                               |                |        |        |  |  |  |
| Inscrits       | Inscrits                      | Inscrits       | 57 010 | 100,00 |  |  |  |
| Abstentions    | Abstentions                   | Abstentions    | 9 704  | 17,02  |  |  |  |
| Votants        | Votants                       | Votants        | 47 306 | 82,98  |  |  |  |
| Blancs et nuls | Blancs et nuls                | Blancs et nuls | 1 417  | 3      |  |  |  |
| Exprimés       | Exprimés                      | Exprimés       | 45 889 | 97     |  |  |  |

Le suppléant d'Albert Voilquin était Paul Didier.

### Élections de 1978
| Candidat       | Candidat            | Parti          | Premier tour | Premier tour | Second tour | Second tour |  |
| Candidat       | Candidat            | Parti          | Voix         | %            | Voix        | %           |  |
| -------------- | ------------------- | -------------- | ------------ | ------------ | ----------- | ----------- |  |
|                | Serge Beltrame      | PS             | 15 973       | 30,29        | 25 640      | 47,58       |  |
|                | Hubert Voilquin élu | UDF (PR)       | 13 073       | 24,79        | 28 253      | 52,42       |  |
|                | Alain Jacquot       | RPR            | 12 563       | 23,83        | Retrait     | Retrait     |  |
|                | Maria Rouyer        | PCF            | 5 233        | 9,93         |             |             |  |
|                | Pierre Coanet       | UDF (CDS)      | 4 204        | 7,97         |             |             |  |
|                | Nicole Friess       | LO             | 1 679        | 3,18         |             |             |  |
|                |                     |                |              |              |             |             |  |
| Inscrits       | Inscrits            | Inscrits       | 63 917       | 100,00       | 63 890      | 100,00      |  |
| Abstentions    | Abstentions         | Abstentions    | 9 687        | 15,16        | 8 456       | 13,24       |  |
| Votants        | Votants             | Votants        | 54 230       | 84,84        | 55 434      | 86,76       |  |
| Blancs et nuls | Blancs et nuls      | Blancs et nuls | 1 505        | 2,78         | 1 541       | 2,78        |  |
| Exprimés       | Exprimés            | Exprimés       | 52 725       | 97,22        | 53 893      | 97,22       |  |

Le suppléant d'Hubert Voilquin était Jacques Zimmermann, horloger, maire de Mirecourt.

### Élections de 1981
| Candidat       | Candidat                | Parti          | Premier tour | Premier tour | Second tour | Second tour |  |
| Candidat       | Candidat                | Parti          | Voix         | %            | Voix        | %           |  |
| -------------- | ----------------------- | -------------- | ------------ | ------------ | ----------- | ----------- |  |
|                | Serge Beltrame élu      | PS             | 20 277       | 42,16        | 28 184      | 53,09       |  |
|                | Hubert Voilquin sortant | UDF (PR)       | 20 108       | 41,81        | 24 905      | 46,91       |  |
|                | Michel Bidaud           | Divers droite  | 3 385        | 7,04         |             |             |  |
|                | Maria Rouyer            | PCF            | 2 306        | 4,79         |             |             |  |
|                | Jean-Claude Noirclère   | MÉP            | 1 437        | 2,99         |             |             |  |
|                | Bernard Varoquaux       | CNIP           | 584          | 1,21         |             |             |  |
|                | Pierre Lhuillier        | Divers droite  | 2            | 0,00         |             |             |  |
|                |                         |                |              |              |             |             |  |
| Inscrits       | Inscrits                | Inscrits       | 65 450       | 100,00       | 65 408      | 100,00      |  |
| Abstentions    | Abstentions             | Abstentions    | 16 432       | 25,11        | 11 124      | 17,01       |  |
| Votants        | Votants                 | Votants        | 49 018       | 74,89        | 54 284      | 82,99       |  |
| Blancs et nuls | Blancs et nuls          | Blancs et nuls | 919          | 1,87         | 1 195       | 2,2         |  |
| Exprimés       | Exprimés                | Exprimés       | 48 099       | 98,13        | 53 089      | 97,8        |  |

Le suppléant de Serge Beltrame était Joseph Bellamy, exploitant agricole, Président de la FDSEA (en congé syndical), adjoint au maire de Lamarche.

### Élections de 1988
| Candidat       | Candidat              | Parti          | Premier tour | Premier tour | Second tour | Second tour |  |
| Candidat       | Candidat              | Parti          | Voix         | %            | Voix        | %           |  |
| -------------- | --------------------- | -------------- | ------------ | ------------ | ----------- | ----------- |  |
|                | Serge Beltrame élu    | PS             | 20 441       | 43,88        | 25 650      | 50,34       |  |
|                | Alain Jacquot sortant | RPR (URC)      | 19 627       | 42,13        | 25 306      | 49,66       |  |
|                | François Sage         | FN             | 3 916        | 8,41         |             |             |  |
|                | Maria Rouyer          | PCF            | 2 601        | 5,58         |             |             |  |
|                |                       |                |              |              |             |             |  |
| Inscrits       | Inscrits              | Inscrits       | 68 381       | 100,00       | 68 365      | 100,00      |  |
| Abstentions    | Abstentions           | Abstentions    | 20 320       | 29,72        | 15 969      | 23,36       |  |
| Votants        | Votants               | Votants        | 48 061       | 70,28        | 52 396      | 76,64       |  |
| Blancs et nuls | Blancs et nuls        | Blancs et nuls | 1 476        | 3,07         | 1 440       | 2,75        |  |
| Exprimés       | Exprimés              | Exprimés       | 46 585       | 96,93        | 50 956      | 97,25       |  |

Le suppléant de Serge Beltrame était Jacques Drapier, conseiller municipal de Neufchâteau.

### Élections de 1993
| Candidat       | Candidat               | Parti          | Premier tour | Premier tour | Second tour | Second tour |  |
| Candidat       | Candidat               | Parti          | Voix         | %            | Voix        | %           |  |
| -------------- | ---------------------- | -------------- | ------------ | ------------ | ----------- | ----------- |  |
|                | Jean-Pierre Thomas élu | UDF (PR)       | 13 470       | 29,52        | 21 106      | 54,17       |  |
|                | Jacques Cablé          | Divers droite  | 11 591       | 25,4         | 17 857      | 45,83       |  |
|                | Christian Franqueville | PS (ADFP)      | 5 221        | 11,44        |             |             |  |
|                | François Flamerion     | FN             | 4 018        | 8,81         |             |             |  |
|                | Jean-Francois Block    | Divers         | 3 324        | 7,28         |             |             |  |
|                | Francis Kihl           | MRG            | 3 045        | 6,67         |             |             |  |
|                | Jean-Claude Noirclère  | Les Verts (EÉ) | 2 764        | 6,06         |             |             |  |
|                | Michel Gérard          | PCF            | 1 841        | 4,03         |             |             |  |
|                | Éliane Jacquelin       | LT-LNÉ         | 356          | 0,78         |             |             |  |
|                |                        |                |              |              |             |             |  |
| Inscrits       | Inscrits               | Inscrits       | 68 622       | 100,00       | 68 610      | 100,00      |  |
| Abstentions    | Abstentions            | Abstentions    | 19 968       | 29,1         | 21 635      | 31,53       |  |
| Votants        | Votants                | Votants        | 48 654       | 70,9         | 46 975      | 68,47       |  |
| Blancs et nuls | Blancs et nuls         | Blancs et nuls | 3 024        | 6,22         | 8 012       | 17,06       |  |
| Exprimés       | Exprimés               | Exprimés       | 45 630       | 93,78        | 38 963      | 82,94       |  |

Le suppléant de Jean-Pierre Thomas était Maurice Gérard, RPR, conseiller municipal de Mirecourt.

### Élections de 1997
| Candidat       | Candidat                   | Parti          | Premier tour | Premier tour | Second tour | Second tour |  |
| Candidat       | Candidat                   | Parti          | Voix         | %            | Voix        | %           |  |
| -------------- | -------------------------- | -------------- | ------------ | ------------ | ----------- | ----------- |  |
|                | Jean-Pierre Thomas sortant | UDF (PR)       | 16 409       | 36,09        | 23 458      | 49,45       |  |
|                | Christian Franqueville élu | PS             | 11 973       | 26,33        | 23 983      | 50,55       |  |
|                | François Flamerion         | FN             | 7 657        | 16,84        |             |             |  |
|                | Marie-Paule Boyer          | Les Verts      | 4 091        | 9            |             |             |  |
|                | Marcel Bernard             | Divers         | 2 920        | 6,42         |             |             |  |
|                | Michel Gérard              | PCF            | 2 418        | 5,32         |             |             |  |
|                |                            |                |              |              |             |             |  |
| Inscrits       | Inscrits                   | Inscrits       | 67 796       | 100,00       | 67 786      | 100,00      |  |
| Abstentions    | Abstentions                | Abstentions    | 19 124       | 28,21        | 16 960      | 25,02       |  |
| Votants        | Votants                    | Votants        | 48 672       | 71,79        | 50 826      | 74,98       |  |
| Blancs et nuls | Blancs et nuls             | Blancs et nuls | 3 204        | 6,58         | 3 385       | 6,66        |  |
| Exprimés       | Exprimés                   | Exprimés       | 45 468       | 93,42        | 47 441      | 93,34       |  |

Le suppléant de Christian Franqueville était Gilbert Didierjean, conseiller général du canton de Charmes, maire de Vincey, cadre retraité.

### Élections de 2002
| Candidat       | Candidat                       | Parti             | Premier tour | Premier tour | Second tour | Second tour |  |
| Candidat       | Candidat                       | Parti             | Voix         | %            | Voix        | %           |  |
| -------------- | ------------------------------ | ----------------- | ------------ | ------------ | ----------- | ----------- |  |
|                | Christian Franqueville sortant | PS                | 15 038       | 34,24        | 20 939      | 49,23       |  |
|                | Jean-Jacques Gaultier élu      | UMP               | 12 163       | 27,7         | 21 590      | 50,77       |  |
|                | Serge Esserméant               | Divers droite     | 6 739        | 15,35        |             |             |  |
|                | Georges Faivre                 | FN                | 4 624        | 10,53        |             |             |  |
|                | François Grossi                | Divers            | 907          | 2,07         |             |             |  |
|                | Francine Gay                   | LCR               | 678          | 1,54         |             |             |  |
|                | François Flamerion             | MNR               | 632          | 1,44         |             |             |  |
|                | William Thuon                  | CPNT              | 575          | 1,31         |             |             |  |
|                | Hélène Schneider               | PCF               | 551          | 1,25         |             |             |  |
|                | Xavier Boury                   | LO                | 461          | 1,05         |             |             |  |
|                | Ana Pereira                    | MÉI               | 375          | 0,85         |             |             |  |
|                | Josiane Nicolazzi              | PT                | 284          | 0,65         |             |             |  |
|                | Gilles Van Hoorde              | Divers            | 256          | 0,58         |             |             |  |
|                | Catherine Lemaire              | MPF               | 240          | 0,55         |             |             |  |
|                | Noëlle Lebon                   | Divers écologiste | 237          | 0,54         |             |             |  |
|                | Olivier Poulet                 | Divers            | 155          | 0,35         |             |             |  |
|                |                                |                   |              |              |             |             |  |
| Inscrits       | Inscrits                       | Inscrits          | 68 847       | 100,00       | 68 841      | 100,00      |  |
| Abstentions    | Abstentions                    | Abstentions       | 23 571       | 34,24        | 24 451      | 35,52       |  |
| Votants        | Votants                        | Votants           | 45 276       | 65,76        | 44 390      | 64,48       |  |
| Blancs et nuls | Blancs et nuls                 | Blancs et nuls    | 1 361        | 3,01         | 1 861       | 4,19        |  |
| Exprimés       | Exprimés                       | Exprimés          | 43 915       | 96,99        | 42 529      | 95,81       |  |

Le suppléant de Jean-Jacques Gaultier était Jean-Pierre Florentin, conseiller général du canton de Châtenois, maire de Châtenois, cadre.

### Élections de 2007
| Candidat       | Candidat                            | Parti          | Premier tour | Premier tour | Second tour | Second tour |  |
| Candidat       | Candidat                            | Parti          | Voix         | %            | Voix        | %           |  |
| -------------- | ----------------------------------- | -------------- | ------------ | ------------ | ----------- | ----------- |  |
|                | Jean-Jacques Gaultier sortant réélu | UMP            | 20 713       | 49,13        | 23 347      | 55,72       |  |
|                | Christian Franqueville              | PS             | 13 219       | 31,36        | 18 555      | 44,28       |  |
|                | Maryse Ohnenstetter                 | UDF–MoDem      | 2 174        | 5,16         |             |             |  |
|                | Bernard Bazin                       | FN             | 2 075        | 4,92         |             |             |  |
|                | Gery Barbot                         | SÉGA           | 1 493        | 3,54         |             |             |  |
|                | François Grossi                     | Divers droite  | 756          | 1,79         |             |             |  |
|                | Xavier Boury                        | LO             | 674          | 1,6          |             |             |  |
|                | Marie-Thérèse Bougard               | Divers         | 579          | 1,37         |             |             |  |
|                | Fabien Leboul                       | MNR            | 239          | 0,57         |             |             |  |
|                | Fabienne Contois                    | MPF            | 234          | 0,56         |             |             |  |
|                |                                     |                |              |              |             |             |  |
| Inscrits       | Inscrits                            | Inscrits       | 69 424       | 100,00       | 69 407      | 100,00      |  |
| Abstentions    | Abstentions                         | Abstentions    | 26 302       | 37,89        | 26 071      | 37,56       |  |
| Votants        | Votants                             | Votants        | 43 122       | 62,11        | 43 336      | 62,44       |  |
| Blancs et nuls | Blancs et nuls                      | Blancs et nuls | 966          | 2,24         | 1 434       | 3,31        |  |
| Exprimés       | Exprimés                            | Exprimés       | 42 156       | 97,76        | 41 902      | 96,69       |  |

### Élections de 2012
| Candidat       | Candidat                      | Parti          | Premier tour | Premier tour | Second tour | Second tour |  |
| Candidat       | Candidat                      | Parti          | Voix         | %            | Voix        | %           |  |
| -------------- | ----------------------------- | -------------- | ------------ | ------------ | ----------- | ----------- |  |
|                | Christian Franqueville élu    | PS             | 15 311       | 36,99        | 20 699      | 50,37       |  |
|                | Jean-Jacques Gaultier sortant | UMP            | 14 787       | 35,72        | 20 393      | 49,63       |  |
|                | Louise Buchmann               | RBM (SIEL)     | 6 260        | 15,12        |             |             |  |
|                | Audrey Voyen                  | FG (PCF) (PG)  | 1 545        | 3,73         |             |             |  |
|                | Florence Lamaze               | EÉLV           | 1 279        | 3,09         |             |             |  |
|                | Jocelyne Allane               | NC             | 931          | 2,25         |             |             |  |
|                | Jacques Thiriet               | DLR            | 401          | 0,97         |             |             |  |
|                | Jean-Marie Mangin             | S&P            | 367          | 0,89         |             |             |  |
|                | Maurice Colas                 | POI            | 203          | 0,49         |             |             |  |
|                | Camille Bailly                | LO             | 169          | 0,41         |             |             |  |
|                | Francine Gay                  | NPA            | 140          | 0,34         |             |             |  |
|                |                               |                |              |              |             |             |  |
| Inscrits       | Inscrits                      | Inscrits       | 67 906       | 100,00       | 67 893      | 100,00      |  |
| Abstentions    | Abstentions                   | Abstentions    | 25 666       | 37,8         | 25 007      | 36,83       |  |
| Votants        | Votants                       | Votants        | 42 240       | 62,2         | 42 886      | 63,17       |  |
| Blancs et nuls | Blancs et nuls                | Blancs et nuls | 847          | 2,01         | 1 794       | 4,18        |  |
| Exprimés       | Exprimés                      | Exprimés       | 41 393       | 97,99        | 41 092      | 95,82       |  |

### Élections de 2017
|                                                                          |                                                                               |                           |                           |                          |                          |
|                                                                          |                                                                               | Premier tour 11 juin 2017 | Premier tour 11 juin 2017 | Second tour 18 juin 2017 | Second tour 18 juin 2017 |
|                                                                          |                                                                               |                           |                           |                          |                          |
|                                                                          |                                                                               | Nombre                    | % des inscrits            | Nombre                   | % des inscrits           |
| Inscrits                                                                 | Inscrits                                                                      | 66 595                    | 100,00                    | 66 558                   | 100,00                   |
| Abstentions                                                              | Abstentions                                                                   | 31 106                    | 46,71                     | 34 698                   | 52,13                    |
| Votants                                                                  | Votants                                                                       | 35 489                    | 53,29                     | 31 860                   | 47,87                    |
|                                                                          |                                                                               |                           | % des votants             |                          | % des votants            |
| Bulletins blancs                                                         | Bulletins blancs                                                              | 695                       | 1,96                      | 2 488                    | 7,81                     |
| Bulletins nuls                                                           | Bulletins nuls                                                                | 392                       | 1,10                      | 1 627                    | 5,11                     |
| Suffrages exprimés                                                       | Suffrages exprimés                                                            | 34 402                    | 96,94                     | 27 745                   | 87,08                    |
|                                                                          |                                                                               |                           |                           |                          |                          |
| Candidat Étiquette politique (partis et alliances)                       | Candidat Étiquette politique (partis et alliances)                            | Voix                      | % des exprimés            | Voix                     | % des exprimés           |
|                                                                          |                                                                               |                           |                           |                          |                          |
|                                                                          | Jean-Jacques Gaultier Les Républicains                                        | 7 601                     | 22,09                     | 14 836                   | 53,47                    |
|                                                                          | Christian Franqueville (député sortant) Parti socialiste                      | 6 366                     | 18,50                     | 12 909                   | 46,53                    |
|                                                                          | Raynald Magnien-Coeurdacier Mouvement démocrate (La République en marche)     | 5 964                     | 17,34                     |                          |                          |
|                                                                          | Jordan Grosse-Cruciani Front national                                         | 5 926                     | 17,23                     |                          |                          |
|                                                                          | Renée-Lise Rothiot La France insoumise                                        | 3 387                     | 9,85                      |                          |                          |
|                                                                          | Jocelyne Allane-Voilquin Divers droite (Union des démocrates et indépendants) | 1 837                     | 5,34                      |                          |                          |
|                                                                          | Florence Lamaze Europe Écologie Les Verts                                     | 1 365                     | 3,97                      |                          |                          |
|                                                                          | Anne Gronoff Debout la France                                                 | 596                       | 1,73                      |                          |                          |
|                                                                          | Pascal Lopez Parti communiste français                                        | 406                       | 1,18                      |                          |                          |
|                                                                          | Déborah Mangin Divers (Parti animaliste)                                      | 398                       | 1,16                      |                          |                          |
|                                                                          | Camille Bailly Lutte ouvrière                                                 | 215                       | 0,62                      |                          |                          |
|                                                                          | Cédric Drevet Divers droite (577-Les Indépendants)                            | 181                       | 0,53                      |                          |                          |
|                                                                          | Dahbia Hancock Divers (Union populaire républicaine)                          | 160                       | 0,47                      |                          |                          |
| Source : Ministère de l'Intérieur - Quatrième circonscription des Vosges |                                                                               |                           |                           |                          |                          |

### Élections de 2022
Les élections législatives françaises de 2022 eurent lieu les dimanches 12 et 19 juin 2022.
|                                                    |                                                                                           |                           |                           |                          |                          |
|                                                    |                                                                                           | Premier tour 12 juin 2022 | Premier tour 12 juin 2022 | Second tour 19 juin 2022 | Second tour 19 juin 2022 |
|                                                    |                                                                                           |                           |                           |                          |                          |
|                                                    |                                                                                           | Nombre                    | % des inscrits            | Nombre                   | % des inscrits           |
| Inscrits                                           | Inscrits                                                                                  | 65 296                    | 100                       | 65 296                   | 100                      |
| Abstentions                                        | Abstentions                                                                               | 31 813                    | 48,72                     | 32 844                   | 50,30                    |
| Votants                                            | Votants                                                                                   | 33 484                    | 51,28                     | 32 448                   | 49,70                    |
|                                                    |                                                                                           |                           | % des votants             |                          | % des votants            |
| Bulletins blancs                                   | Bulletins blancs                                                                          | 537                       | 1,60                      | 1 899                    | 5,85                     |
| Bulletins nuls                                     | Bulletins nuls                                                                            | 261                       | 0,78                      | 809                      | 2,49                     |
| Suffrages exprimés                                 | Suffrages exprimés                                                                        | 32 685                    | 97,62                     | 29 740                   | 91,65                    |
|                                                    |                                                                                           |                           |                           |                          |                          |
| Candidat Étiquette politique (partis et alliances) | Candidat Étiquette politique (partis et alliances)                                        | Voix                      | % des exprimés            | Voix                     | % des exprimés           |
|                                                    |                                                                                           |                           |                           |                          |                          |
|                                                    | Sébastien Humbert Rassemblement national                                                  | 8 530                     | 26,10                     | 14 300                   | 48,08                    |
|                                                    | Jean-Jacques Gaultier* Les Républicains (Union de la droite et du centre)                 | 7 028                     | 21,50                     | 15 440                   | 51,92                    |
|                                                    | François-Xavier Wein La France insoumise (Nouvelle Union populaire écologique et sociale) | 5 220                     | 15,97                     |                          |                          |
|                                                    | Christophe Laurent La République en marche (Ensemble)                                     | 4 490                     | 13,74                     |                          |                          |
|                                                    | Christian Franqueville Parti socialiste (dissident)                                       | 4 049                     | 12,39                     |                          |                          |
|                                                    | Joris Huriot Divers gauche                                                                | 1 905                     | 5,83                      |                          |                          |
|                                                    | Jocelyne Jabrin Reconquête                                                                | 769                       | 2,35                      |                          |                          |
|                                                    | Thierry Morales Parti animaliste                                                          | 389                       | 1,19                      |                          |                          |
|                                                    | Camille Bailly Lutte ouvrière                                                             | 305                       | 0,93                      |                          |                          |
| * Député sortant                                   |                                                                                           |                           |                           |                          |                          |

### Élections de 2024
| Candidat                 | Candidat                 | Parti et coalition       | Nuance                   | Premier tour | Premier tour | Second tour | Second tour |
| Candidat                 | Candidat                 | Parti et coalition       | Nuance                   | Voix         | %            | Voix        | %           |
| ------------------------ | ------------------------ | ------------------------ | ------------------------ | ------------ | ------------ | ----------- | ----------- |
|                          | Sébastien Humbert        | RN                       | RN                       | 20 513       | 47,98        | 22 797      | 53,18       |
|                          | Jean-Jacques Gaultier    | LR                       | LR                       | 13 644       | 31,91        | 20 073      | 46,82       |
|                          | François-Xavier Wein     | LFI (NFP)                | UG                       | 6 851        | 16,02        |             |             |
|                          | Camille Bailly           | LO                       | EXG                      | 672          | 1,57         |             |             |
|                          | Caroline Hubert          | REC                      | REC                      | 556          | 1,30         |             |             |
|                          | Marie Béni,              | LDE (LC)                 | DVC                      | 519          | 1,21         |             |             |
| Suffrages exprimés       | Suffrages exprimés       | Suffrages exprimés       | Suffrages exprimés       | 42 755       | 96,63        | 42 870      | 95,20       |
| Votes blancs             | Votes blancs             | Votes blancs             | Votes blancs             | 984          | 2,22         | 1 475       | 3,28        |
| Votes nuls               | Votes nuls               | Votes nuls               | Votes nuls               | 506          | 1,14         | 687         | 1,53        |
| Total                    | Total                    | Total                    | Total                    | 44 245       | 100          | 45 032      | 100         |
| Abstention               | Abstention               | Abstention               | Abstention               | 19 878       | 31,00        | 1 909       | 29,77       |
| Inscrits / participation | Inscrits / participation | Inscrits / participation | Inscrits / participation | 64 123       | 69,00        | 64 121      | 70,23       |

#### Département des Vosges
- La fiche de l'INSEE de cette circonscription : « Tableaux et Analyses de la quatrième circonscription des Vosges », sur insee.fr, site de l'Institut national de la statistique et des études économiques (consulté le 10 juin 2007) [PDF]

- « Tous les députés du département des Vosges depuis 1789 » [archive du 30 septembre 2007], sur assemblee-nationale.fr, site de l'Assemblée nationale française (consulté le 10 juin 2007)

- « Informations contentieuses sur le département des Vosges (Élections législatives de 2002) »(Archive.org • Wikiwix • Archive.is • Google • Que faire ?), sur conseil-constitutionnel.fr, site du Conseil constitutionnel (consulté le 13 juin 2007)

#### Circonscriptions en France
- « Carte des circonscriptions législatives en France », sur assemblee-nationale.fr, site de l'Assemblée nationale française (consulté le 10 juin 2007)

- « Résultats électoraux officiels en France »(Archive.org • Wikiwix • Archive.is • Google • Que faire ?), sur interieur.gouv.fr, site du ministère de l'Intérieur (consulté le 13 juin 2007)

- Description et Atlas des circonscriptions électorales de France sur http://www.atlaspol.com, Atlaspol, site de cartographie géopolitique, consulté le 13 juin 2007.